# Obciążenie zrywające względne
Obciążenie zrywające względne – obciążenie zrywające przypadające na jednostkę szerokości paska włóknistego półproduktu, papieru lub tektury, wyrażone w kiloniutonach na metr (kN/m).
Definicja odnosi się do produktów papierniczych (dziedzina: opakowalnictwo).